# Andrena thomsonii
Andrena thomsonii är en biart som beskrevs av Adolpho Ducke 1898. Andrena thomsonii ingår i släktet sandbin, och familjen grävbin. Inga underarter finns listade i Catalogue of Life.